# كوبا أمريكا 2024
كوبا أمريكا 2024 (بالإسبانية: Copa América 2024؛ بالبرتغالية: Copa América de 2024) هي النسخة الثامنة والأربعين من مسابقات كوبا أمريكا لكرة القدم، وهي بطولة قارية للرجال تقام كل أربع سنوات تنظمها الهيئة الحاكمة لكرة القدم في أمريكا الجنوبية الكونمبيول. أقيمت البطولة في الولايات المتحدة واشترك في تنظيمها اتحاد الكونكاكاف، بعد أن استضافت بطولة كوبا أمريكا المئوية عام 2016.
أقيمت البطولة بمشاركة 16 منتخب، بالإضافة إلى الاتحادات الأعضاء العشرة في كونميبول، ضمت البطولة ستة منتخبات من اتحاد الكونكاكاف إلى هذه النسخة وهي الولايات المتحدة، المكسيك، بنما، جامايكا، كوستاريكا، ومنتخب كندا الذي تعتبر هذه المشاركة أول ظهور له في البطولة. بدأت هذه النسخة من بطولة كونميبول كوبا أمريكا في 20 يونيو بمباراة بين الأرجنتين وكندا في ملعب مرسيدس بنز، واختتمت في 14 يوليو 2024 بمباراة النهائي بين الأرجنتين وكولومبيا في ملعب هارد روك في ميامي جاردنز، فلوريدا.

## اختيار المضيف
كان من المتوقع أن تستضيف الإكوادور كوبا أمريكا 2024 بسبب ترتيب تناوب مضيف الكونميبول. ومع ذلك، رئيس الكونميبول أليخاندرو دومينغيز قال إن الإكوادور قد رشحت ولكن لم يتم اختيارها بعد لتنظيم النسخة. في نوفمبر 2022، رفضت البلاد استضافة البطولة. أعربت كل من بيرو والولايات المتحدة عن اهتمامهما بتنظيم البطولة.
في 27 يناير 2023، تم الإعلان عن أنه كجزء من الشراكة الاستراتيجية الجديدة للكونكاكاف والكونميبول، ستستضيف الولايات المتحدة البطولة مع ستة فرق ضيفة من الكونكاكاف تتأهل من خلال دوري أمم الكونكاكاف 2023–24. تعمل البطولة أيضًا كمقدمة لكأس العالم 2026، والتي تستضيفها الولايات المتحدة إلى جانب كندا والمكسيك.

## الأماكن
أُقيمت المباراة الافتتاحية في ملعب مرسيدس بنز في أتلانتا بينما أقيمت المباراة النهائية في ملعب هارد روك في حدائق ميامي، تم الإعلان عن كلا المكانين في 20 نوفمبر 2023. تم اختيار جميع الأماكن الأخرى والإعلان عنها في 4 ديسمبر 2023، بعد أسبوعين من تأكيد الافتتاح والأماكن النهائية.
| أرلينغتون (دالاس فورت ورث متروبليكس) | أتلانتا                                | أوستن                   |
| ------------------------------------ | -------------------------------------- | ----------------------- |
| ملعب دالاس كاوبويز                   | ملعب مرسيدس-بنز                        | ملعب كيو2               |
| السعة: 80,000                        | السعة: 71,000                          | السعة: 20,738           |
|                                      |                                        |                         |
| شارلوت                               | شرق راذرفورد (منطقة نيويورك الحضرية)   | هيوستن                  |
| ملعب بنك أمريكا                      | ملعب ميتلايف                           | ملعب إن آر جي           |
| السعة: 74,867                        | السعة: 82,566                          | السعة: 72,220           |
|                                      |                                        |                         |
| إنغليووود (منطقة لوس أنجلوس الكبرى)  | سانتا كلارا (منطقة خليج سان فرانسيسكو) | غلانديل (منطقة فينيكس ‏) |
| ملعب صوفي                            | ملعب ليفاي                             | ملعب ستيت فارم          |
| السعة: 70,240                        | السعة: 68,500                          | السعة: 63,400           |
|                                      |                                        |                         |
| بارادايس (وادي لاس فيغاس)            | كانساس سيتي                            | كانساس سيتي             |
| ملعب أليجانت                         | ملعب أروهيد                            | ملعب شيلدرن             |
| السعة: 61,000                        | السعة: 76,416                          | السعة: 18,467           |
|                                      |                                        |                         |
| ميامي غاردنز (منطقة ميامي ‏)          | أورلاندو                               | أورلاندو                |
| ملعب هارد روك                        | ملعب إكسبلوريا                         | ملعب إكسبلوريا          |
| السعة: 64,767                        | السعة: 25,500                          | السعة: 25,500           |
|                                      |                                        |                         |

## أطقم التحكيم
أعلن اتحاد أمريكا الجنوبية لكرة القدم في 24 أغسطس 2024 من خلال لجنة الحكام التابعة له قائمة الحكام الذين تم استدعاؤهم لبطولة والتي تضم الحكام الرئيسيين والحكام المساعدين وحكام تقنية الفيديو. ضمت القائمة 101 حكمًا لبطولة كونميبول كوبا أمريكا، مع حضور ملحوظ للسيدات لأول مرة. وينتمي الحكام إلى اتحاد أمريكا الجنوبية (كونميبول) والاتحاد الأوروبي لكرة القدم (يويفا)، في اتفاقية تبادل استراتيجي بين الاتحادين، بالإضافة لاتحاد الكونكاكاف كضيوف.
لأول مرة في التاريخ، ستضم بطولة للرجال حكامًا سيدات وهم إيدينا ألفيس من البرازيل (حكم ساحة)؛ نيوزا باك من البرازيل (مساعدة)؛ ماري بلانكو من كولومبيا (مساعدة)؛ وميجداليا رودريغيز – من فنزويلا (مساعدة)، ممثلات لاتحاد أمريكا الجنوبية، ماريا بينسو من الولايات المتحدة الأمريكية (حكم ساحة)؛ بروك مايو من الولايات المتحدة الأمريكية (مساعدة)؛ كاثرين نيسبيت من الولايات المتحدة الأمريكية (مساعدة)؛ وتاتيانا جوزمان من نيكاراغوا (حكم تقنية فيديو)، ممثلة الكونكاكاف.
| القائمة .. - كونميبول (اتحاد أمريكا الجنوبية لكرة القدم) - ・ داريو هيريرا (الأرجنتين) - يائيل فالكون - ・ إيفو مينديز (بوليفيا) - ・ ويلتون سامبايو (البرازيل) - رافائيل كلاوس - إيدينا ألفيس باتيستا - ・ بييرو مازا (تشيلي) - كريستيان غاراي - ・ ويلمار رولدان (كولومبيا) - جون أوسبينا - ・ أوغستو أراغون (إكوادور) - ・ خوان بينيتيز (باراغواي) - ・ كيفن أورتيغا (بيرو) - ・ أندريس ماتونتي (الأوروغواي) - غوستافو تيخيرا - ・ خيسوس فالنزويلا (فنزويلا) - أليكسيس هيريرا - الكونكاكاف (اتحاد أمريكا الشمالية والوسطى والكاريبي لكرة القدم) - ・ إسماعيل الفتح (الولايات المتحدة) - توري بينسو - ・ سيزار أرتورو راموس (المكسيك) - ・ ماريو إسكوبار (غواتيمالا) - ・ إيفان بارتون (السلفادور) - يويفا (الاتحاد الأوروبي لكرة القدم) - ・ ماوريتسيو مارياني (إيطاليا) حكام الساحة | القائمة .. - كونميبول (اتحاد أمريكا الجنوبية لكرة القدم) - ・ خوان بيلاتي (الأرجنتين) - كريستيان نافارو - فاكوندو رودريغيز - ماكسيميليانو ديل ييسو - ・ خوسيه أنتيلو (بوليفيا) - إدوارد سافيدرا - ・ دانيلو مانيس (البرازيل) - رودريغو كوريا - برونو بوشيليا - برونو بيريز - نيوزا باك - ・ كلاوديو أوروتيا (تشيلي) - ميغيل روشا - خوسيه ريتامال - خوان سيرانو - ・ ألكسندر غوزمان (كولومبيا) - جون ليون - جون غاليغو - ميغيل رولدان - ماري بلانكو - ・ كريستيان ليسكانو (إكوادور) - ريكاردو بارين - ・ إدواردو كاردوزو (باراغواي) - ميلسياديس سالديفار - ・ مايكل أورو (بيرو) - ستيفن أتوتشي - ・ نيكولا تاران (الأوروغواي) - مارتن سوبي - كارلوس باريرو - بابلو لارينا - ・ خورخي اوريغو (فنزويلا) - ألبرتو بونتي - لوبين توريالبا - ميجداليا رودريغيز - الكونكاكاف (اتحاد أمريكا الشمالية والوسطى والكاريبي لكرة القدم) - ・ كوري باركر (الولايات المتحدة) - كايل أتكينز - بروك مايو - كاثرين نيسبيت - ・ ألبرتو مورين (المكسيك) - ماركو بيسغيرا - ・ لويس فينتورا (غواتيمالا) - همبرتو بانيوخ - ・ ديفيد موران (السلفادور) - هنري بوبيرو - يويفا (الاتحاد الأوروبي لكرة القدم) - ・ دانييلي بيندوني (إيطاليا) - ألبرتو تيغوني الحكام المساعدين | القائمة .. - كونميبول (اتحاد أمريكا الجنوبية لكرة القدم) - ・ ماورو فيجليانو (الأرجنتين) - سيلفيو تروكو - هيكتور باليتا - ・ غاري فارغاس (بوليفيا) - ・ رودولفو توسكي (البرازيل) - دانيال نوبر - بابلو غونسالفيس - ・ جون لارا (تشيلي) - رودريجو كارفاخال - إدسون سيسترناس - ・ نيكولاس غالو (كولومبيا) - يادير أكونيا - ديفيد رودريغيز - ・ كارلوس أوربي (إكوادور) - بريان لوايزا - ・ ديرليس لوبيز (باراغواي) - إدواردو بريتوس - خوسيه كويفاس - ・ جويل ألاركون (بيرو) - جوني بوسيو - أوغستو مينينديز - ・ ليودان غونزاليس (الأوروغواي) - ريتشارد ترينيداد - كريستيان فيريرا - ・ خوان سوتو (فنزويلا) - كارلوس لوبيز - الكونكاكاف (اتحاد أمريكا الشمالية والوسطى والكاريبي لكرة القدم) - ・ أرماندو فياريال (الولايات المتحدة) - ・ إريك ميراندا (المكسيك) - غييرمو باتشيكو - ・ تاتيانا غوزمان (نيكاراغوا) - يويفا (الاتحاد الأوروبي لكرة القدم) - ・ ماركو دي بيلو (إيطاليا) - ألياندرو دي باولو حكام تقنية الفيديو |
| --- | --- | --- |

## الفرق
ستضم البطولة ستة عشر منتخب - عشرة من الكونميبول وستة من الكونكاكاف. جميع المنتخبات الوطنية العشرة الكونميبول مؤهلة للدخول
سيتأهل المشاركون الستة في الكونكاكاف حتى 2023-2024 دوري أمم الكونكاكاف. ستكون الفرق هي الفائزين الأربعة في ربع النهائي في دوري الدرجة الأولى، وفائزان في دور اللعب بين الأربعة المتأهلين إلى ربع النهائي الخاسرين. الولايات المتحدة، على الرغم من كونها الدولة المضيفة، لن تتأهل تلقائيًا.
| كونميبول (10 فرق) | الكونكاكاف (6 فرق) |
| --- | --- |
| - الأرجنتين (حامل اللقب) - بوليفيا - البرازيل - تشيلي - كولومبيا - الإكوادور - باراغواي - بيرو - الأوروغواي - فنزويلا | - جامايكا (دوري أمم الكونكاكاف 2023–24 الأول نصف النهائي) - المكسيك (دوري أمم الكونكاكاف 2023–24 الأول نصف النهائي) - بنما (دوري أمم الكونكاكاف 2023–24 الأول نصف النهائي) - الولايات المتحدة (دوري أمم الكونكاكاف 2023–24 الأول نصف النهائي والمضيف) - كندا (الفائز في المباراة الفاصلة) - كوستاريكا (الفائز في المباراة الفاصلة) |

### التشكيلات
قبل تقديم تشكيلتهم النهائية للبطولة، ستقوم الفرق بإختيار قائمة مؤقتة تصل إلى 55 لاعبا.

### القرعة
أقيمت قرعة دور المجموعات في 7 ديسمبر 2023 الساعة 19:30 منطقة زمنية شرقية (ت ع م−5) في مركز جيمس إل نايت في ميامي. تم تقسيم الفرق الستة عشر إلى أربع مجموعات من أربعة فرق، عن طريق اختيار فريق واحد من كل من الأواني الأربعة المصنفة.
بالنسبة للقرعة، تم تصنيف الفرق الأربعة في الوعاء 1 مسبقا في مجموعاتها الخاصة، والتي تم تحديدها على النحو التالي:
- تم تصنيف الأرجنتين بطلة كوبا أمريكا في المجموعة الأولى
- تم تصنيف المكسيك بطلة كأس الكونكاكاف الذهبية في المجموعة الثانية
- فريق الكونكاكاف الأعلى تصنيفا في أكتوبر 2023 تصنيف الفيفا العالمي، الولايات المتحدة، تم تصنيفها في المجموعة الثالثة
- تم تصنيف فريق الكونمبيول التالي الأعلى تصنيفا في تصنيف الفيفا العالمي في أكتوبر 2023 ، البرازيل ، في المجموعة الرابعة

تم وضع الفرق ال 12 المتبقية في الأواني 2-4 وفقا لتصنيفاتها العالمية في أكتوبر 2023 ، مع تحديد العناصر النائبة للمشاركين في الكونكاكاف في وقت القرعة ، يتم وضع كل منها تلقائيا في الوعاء 4.
بالنسبة للقرعة، تنص قواعد المسابقة على أنه لا يمكن لأي مجموعة أن تضم أكثر من ثلاثة فرق كونمبيول أو أكثر من فريقين من الكونكاكاف. إذا لم يتم استيفاء هذا الشرط أثناء السحب ، فسينتقل الفريق إلى المجموعة التالية المتاحة بالترتيب الأبجدي.

#### الإختصار
| الفريق                    | التصنيف |
| ------------------------- | ------- |
| الأرجنتين                 | 1       |
| المكسيك                   | 14      |
| الولايات المتحدة (المضيف) | 12      |
| البرازيل                  | 5       |

| الفريق     | التصنيف |
| ---------- | ------- |
| الأوروغواي | 11      |
| كولومبيا   | 15      |
| الإكوادور  | 32      |
| بيرو       | 35      |

| الفريق   | التصنيف |
| -------- | ------- |
| تشيلي    | 40      |
| بنما     | 41      |
| فنزويلا  | 49      |
| باراغواي | 53      |

| الفريق    | التصنيف |
| --------- | ------- |
| جامايكا   | 55      |
| بوليفيا   | 85      |
| كندا ·    | 50      |
| كوستاريكا | 54      |

1. ↑  لم تكن هوية الفائزين في المباريات الفاصلة معروفة وقت القرعة.
2. 1 2  كان الفريق يتنافس في المباريات الفاصلة المؤهلة للبطولة ولم يكن معروفًا في وقت قرعة البطولة.

## دور المجموعات

### المجموعة الأولى
| م | الفريق    | لعب | ف | ت | خ | أ.له | أ.ع | أ.ف | نقاط | التأهل                        |
| - | --------- | --- | - | - | - | ---- | --- | --- | ---- | ----------------------------- |
| 1 | الأرجنتين | 3   | 3 | 0 | 0 | 5    | 0   | +5  | 9    | التقدم إلى مرحلة خروج المغلوب |
| 2 | كندا      | 3   | 1 | 1 | 1 | 1    | 2   | −1  | 4    | التقدم إلى مرحلة خروج المغلوب |
| 3 | تشيلي     | 3   | 0 | 2 | 1 | 0    | 1   | −1  | 2    |                               |
| 4 | بيرو      | 3   | 0 | 1 | 2 | 0    | 3   | −3  | 1    |                               |

| الأرجنتين                    | 2 - 0 | كندا |
| ---------------------------- | ----- | ---- |
| - ألفاريز 49' - مارتينيز 88' | تقرير |      |

| بيرو | 0 - 0 | تشيلي |
| ---- | ----- | ----- |
|      | تقرير |       |

| بيرو | 0–1   | كندا      |
| ---- | ----- | --------- |
|      | تقرير | 74' ديفيد |

| تشيلي | 0–1   | الأرجنتين         |
| ----- | ----- | ----------------- |
|       | تقرير | 88' لاو. مارتينيز |

| الأرجنتين              | 2–0   | بيرو |
| ---------------------- | ----- | ---- |
| لاو. مارتينيز 47'، 86' | تقرير |      |

| كندا | 0–0   | تشيلي |
| ---- | ----- | ----- |
|      | تقرير |       |

### المجموعة الثانية
| م | الفريق    | لعب | ف | ت | خ | أ.له | أ.ع | أ.ف | نقاط | التأهل                        |
| - | --------- | --- | - | - | - | ---- | --- | --- | ---- | ----------------------------- |
| 1 | فنزويلا   | 3   | 3 | 0 | 0 | 6    | 1   | +5  | 9    | التقدم إلى مرحلة خروج المغلوب |
| 2 | الإكوادور | 3   | 1 | 1 | 1 | 4    | 3   | +1  | 4    | التقدم إلى مرحلة خروج المغلوب |
| 3 | المكسيك   | 3   | 1 | 1 | 1 | 1    | 1   | 0   | 4    |                               |
| 4 | جامايكا   | 3   | 0 | 0 | 3 | 1    | 7   | −6  | 0    |                               |

| الإكوادور    | 1–2   | فنزويلا             |
| ------------ | ----- | ------------------- |
| سارمينتو 40' | تقرير | 64' كاديث · 74'بيلو |

| المكسيك    | 1–0   | جامايكا |
| ---------- | ----- | ------- |
| أرتيجا 69' | تقرير |         |

| الإكوادور                                                       | 3–1   | جامايكا     |
| --------------------------------------------------------------- | ----- | ----------- |
| - بالمير 13' (هدف في مرماه.) - بايز 45+4' (ركلة.) - ميندا 90+1' | تقرير | 54' أنطونيو |

| فنزويلا            | 1–0   | المكسيك |
| ------------------ | ----- | ------- |
| روندون 57' (ركلة.) | تقرير |         |

| المكسيك | 0–0   | الإكوادور |
| ------- | ----- | --------- |
|         | تقرير |           |

| جامايكا | 0–3   | فنزويلا                             |
| ------- | ----- | ----------------------------------- |
|         | تقرير | 49' بيلو · 56' روندون · 85' راميريز |

### المجموعة الثالثة
| م | الفريق               | لعب | ف | ت | خ | أ.له | أ.ع | أ.ف | نقاط | التأهل                        |
| - | -------------------- | --- | - | - | - | ---- | --- | --- | ---- | ----------------------------- |
| 1 | الأوروغواي           | 3   | 3 | 0 | 0 | 9    | 1   | +8  | 9    | التقدم إلى مرحلة خروج المغلوب |
| 2 | بنما                 | 3   | 2 | 0 | 1 | 6    | 5   | +1  | 6    | التقدم إلى مرحلة خروج المغلوب |
| 3 | الولايات المتحدة (H) | 3   | 1 | 0 | 2 | 3    | 3   | 0   | 3    |                               |
| 4 | بوليفيا              | 3   | 0 | 0 | 3 | 1    | 10  | −9  | 0    |                               |

| الولايات المتحدة            | 2–0   | بوليفيا |
| --------------------------- | ----- | ------- |
| - بوليسيتش 3' - بالوغون 44' | تقرير |         |

| الأوروغواي                                | 3–1   | بنما          |
| ----------------------------------------- | ----- | ------------- |
| - م. أراوخو 16' - نونيز 85' - فينيا 90+1' | تقرير | 90+5' موريللو |

| بنما                        | 2–1   | الولايات المتحدة |
| --------------------------- | ----- | ---------------- |
| - بلاكمان 26' - فاخاردو 83' | تقرير | 22' بالوغون      |

| الأوروغواي                                                              | 5–0   | بوليفيا |
| ----------------------------------------------------------------------- | ----- | ------- |
| - بيليستري 8' - نونيز 21' - م. أراوخو 77' - فالفيردي 81' - بنتانكور 89' | تقرير |         |

| الولايات المتحدة | 0–1   | الأوروغواي      |
| ---------------- | ----- | --------------- |
|                  | تقرير | 66' م. أوليفيرا |

| بوليفيا     | 1–3   | بنما                                         |
| ----------- | ----- | -------------------------------------------- |
| ميراندا 69' | تقرير | 22' خوسيه فاخاردو · 79' غيريرو · 90+1' يانيس |

### المجموعة الرابعة
| م | الفريق    | لعب | ف | ت | خ | أ.له | أ.ع | أ.ف | نقاط | التأهل                        |
| - | --------- | --- | - | - | - | ---- | --- | --- | ---- | ----------------------------- |
| 1 | كولومبيا  | 3   | 2 | 1 | 0 | 6    | 2   | +4  | 7    | التقدم إلى مرحلة خروج المغلوب |
| 2 | البرازيل  | 3   | 1 | 2 | 0 | 5    | 2   | +3  | 5    | التقدم إلى مرحلة خروج المغلوب |
| 3 | كوستاريكا | 3   | 1 | 1 | 1 | 2    | 4   | −2  | 4    |                               |
| 4 | باراغواي  | 3   | 0 | 0 | 3 | 3    | 8   | −5  | 0    |                               |

| كولومبيا                 | 2–1   | باراغواي   |
| ------------------------ | ----- | ---------- |
| - مونيوث 32' - ليرما 42' | تقرير | 69' إنسيسو |

| البرازيل | 0–0   | كوستاريكا |
| -------- | ----- | --------- |
|          | تقرير |           |

| كولومبيا                                        | 3–0   | كوستاريكا |
| ----------------------------------------------- | ----- | --------- |
| - دياز 31' (ركلة جزاء) - سانشيز 59' - قرطبة 62' | تقرير |           |

| باراغواي     | 1–4   | البرازيل                                             |
| ------------ | ----- | ---------------------------------------------------- |
| الديريتي 48' | تقرير | 35'، 45+5' فينيسيوس · 43' سافيو · 65' (ركلة.) باكيتا |

| البرازيل    | 1–1   | كولومبيا     |
| ----------- | ----- | ------------ |
| رافينها 12' | تقرير | 45+2' مونيوث |

| كوستاريكا               | 2–1   | باراغواي |
| ----------------------- | ----- | -------- |
| - كالفو 3' - ألكوسير 7' | تقرير | 55' سوسا |

## مرحلة خروج المغلوب

### المسار
|  | ربع النهائي         | ربع النهائي       |                         |       | نصف النهائي                | نصف النهائي                |  |  | النهائي | النهائي |
|  |                     |                   |                         |       |                            |                            |  |  |         |         |
|  | 4 يوليو – هيوستن    |                   |                         |       |                            |                            |  |  |         |         |
|  |                     |                   |                         |       |                            |                            |  |  |         |         |
|  | الأرجنتين (ج.)      | 1 (4)             |                         |       |                            |                            |  |  |         |         |
|  | الأرجنتين (ج.)      | 1 (4)             | 9 يوليو – شرق راذرفورد  |       |                            |                            |  |  |         |         |
|  | الإكوادور           | 1 (2)             |                         |       |                            |                            |  |  |         |         |
|  | الإكوادور           | 1 (2)             | الأرجنتين               | 2     |                            |                            |  |  |         |         |
|  | 5 يوليو – أرلينغتون |                   | الأرجنتين               | 2     |                            |                            |  |  |         |         |
|  |                     | كندا              | 0                       |       |                            |                            |  |  |         |         |
|  | فنزويلا             | كندا              | 0                       | 1 (3) |                            |                            |  |  |         |         |
|  | فنزويلا             |                   | 14 يوليو – ميامي غاردنز | 1 (3) |                            |                            |  |  |         |         |
|  | كندا (ج.)           | 1 (4)             |                         |       |                            |                            |  |  |         |         |
|  | كندا (ج.)           | 1 (4)             | الأرجنتين               | 1     |                            |                            |  |  |         |         |
|  | 6 يوليو – بارادايس  |                   | الأرجنتين               | 1     |                            |                            |  |  |         |         |
|  |                     | كولومبيا          | 0                       |       |                            |                            |  |  |         |         |
|  | الأوروغواي (ج.)     | كولومبيا          | 0                       | 0 (4) |                            |                            |  |  |         |         |
|  | الأوروغواي (ج.)     | 10 يوليو – شارلوت |                         | 0 (4) |                            |                            |  |  |         |         |
|  | البرازيل            | 0 (2)             |                         |       |                            |                            |  |  |         |         |
|  | البرازيل            | 0 (2)             | الأوروغواي              | 0     |                            |                            |  |  |         |         |
|  | 6 يوليو – غلانديل   |                   | الأوروغواي              | 0     |                            |                            |  |  |         |         |
|  |                     | كولومبيا          | 1                       |       | مباراة تحديد المركز الثالث | مباراة تحديد المركز الثالث |  |  |         |         |
|  | كولومبيا            | كولومبيا          | 1                       | 5     | مباراة تحديد المركز الثالث | مباراة تحديد المركز الثالث |  |  |         |         |
|  | كولومبيا            |                   | 13 يوليو – شارلوت       | 5     |                            |                            |  |  |         |         |
|  | بنما                | 0                 |                         |       |                            |                            |  |  |         |         |
|  | بنما                | 0                 | كندا                    | 2 (3) |                            |                            |  |  |         |         |
|  |                     |                   |                         |       |                            |                            |  |  |         |         |
|  | الأوروغواي          | 2 (4)             |                         |       |                            |                            |  |  |         |         |
|  | الأوروغواي          | 2 (4)             |                         |       |                            |                            |  |  |         |         |

### ربع النهائي
| الأرجنتين                                          | 1–1   | الإكوادور                           |
| -------------------------------------------------- | ----- | ----------------------------------- |
| لي. مارتينيز 35'                                   | تقرير | 90+2' رودريغيز                      |
| ركلات الترجيح                                      |       |                                     |
| - ميسي - ألفاريز - ماك أليستر - مونتييل - أوتامندي | 4–2   | - مينا - مايند - يبواه - ج. كايسيدو |

| فنزويلا                                               | 1–1   | كندا                                                |
| ----------------------------------------------------- | ----- | --------------------------------------------------- |
| - روندون 65'                                          | تقرير | 13' شافيلبورغ                                       |
| ركلات الترجيح                                         |       |                                                     |
| - روندون - هيريرا - رينكون - سافارينو - كاديث - أنخيل | 3–4   | - ديفيد - ميلر - بومبيتو - أوستاكيو - ديفيز - كونيه |

| كولومبيا                                                                        | 5–0   | بنما |
| ------------------------------------------------------------------------------- | ----- | ---- |
| - كوردوبا 8' - رودريغيز 15' (ركلة.) - دياز 41' - ريوس 70' - بورخا 4+90' (ركلة.) | تقرير |      |

| الأوروغواي                                              | 0–0   | البرازيل                                 |
| ------------------------------------------------------- | ----- | ---------------------------------------- |
|                                                         | تقرير |                                          |
| ركلات الترجيح                                           |       |                                          |
| - فالفيردي - بنتانكور - دي أراسكايتا - خيمينيز - أوجارت | 4–2   | - ميليتاو - بيريرا - د. لويز - مارتينيلي |

### نصف النهائي
| الأرجنتين                | 2–0   | كندا |
| ------------------------ | ----- | ---- |
| - ألفاريز 22' - ميسي 51' | تقرير |      |

| الأوروغواي | 0–1   | كولومبيا  |
| ---------- | ----- | --------- |
|            | تقرير | 39' ليرما |

### مباراة تحديد المركز الثالث
| كندا                                       | 2–2   | الأوروغواي                                    |
| ------------------------------------------ | ----- | --------------------------------------------- |
| - كوني 22' - ديفيد 80'                     | تقرير | 8' بنتانكور · 90+2'سواريز                     |
| ركلات الترجيح                              |       |                                               |
| - ديفيد - بومبيتو - كوني - شوينيير - ديفيز | 3–4   | - فالفيردي - بنتانكور - دي أراسكايتا - سواريز |

### النهائي
| الأرجنتين        | 1–0   | كولومبيا |
| ---------------- | ----- | -------- |
| ل. مارتينيز 112' | تقرير |          |

| طقم الحارس | الأرجنتين | كولومبيا | طقم الحارس |

| بطل كوبا أمريكا 2024             |
| -------------------------------- |
| · الأرجنتين · للمرة السادسة عشرة |

## الإحصائيات

### الهدافون
5 أهداف
- لاوتارو مارتينيز

ثلاثة أهداف
- سالومون روندون

هدفين
- جوليان ألفاريز
- فينيسيوس جونيور
- جوناثان ديفيد
- فولارين بالوغون
- ماكسيميليانو أراوخو
- داروين نونيز
- رودريغو بنتانكور
- خوسيه فاخاردو
- إدوارد بيلو
- دانيال مونيوث
- جون كوردوبا
- لويس دياز
- جيفرسون ليرما

هدف واحد
- ليساندرو مارتينيز
- ليونيل ميسي
- برونو ميراندا
- لوكاس باكيتا
- رافينيا دياز
- سافيو
- جاكوب شافيلبورغ
- إسماعيل كونيه
- ميغيل بورخا
- ريتشارد ريوس
- خاميس رودريغيز
- دافينسون سانشيز
- فرانسيسكو كالفو
- خوسيمار ألكوسير
- آلان ميندا
- كيندري بايز
- جيريمي سارمينتو
- كيفين رودريغز
- مايكل أنطونيو
- جيراردو أرتيجا
- سيزار بلاكمان
- إيدواردو غيريرو
- ميخائيل أمير موريلو
- سيزار يانيس
- عمر الدريتي
- خوليو إنسيسو
- رامون سوسا
- كريستيان بوليسيتش
- فاكوندو بيليستري
- فيديريكو فالفيردي
- ماتياس فينا
- ماتياس فينا
- لويس سواريز
- جوندر كاديث
- اريك راميريز

هدف في مرماه
- كيسي بالمر (ضد الإكوادور)

### الانضباط
| اللاعب             | الإنذارات                           | الحدث | الإيقاف (التعليقات)                                        |
| ------------------ | ----------------------------------- | --- | ---------------------------------------------------------- |
| إينر فالنسيا       | حالة طرد مباشر                      | ضد فنزويلا ضمن مباريات المجموعة الثانية (الجولة الأولى)                                                             | إيقاف تلقائي عن المشاركة ضد جامايكا في (الجولة الثانية)    |
| ميغيل أراوخو       | حالة طرد مباشر                      | ضد كندا ضمن مباريات المجموعة الأولى (الجولة الثانية)                                                                | إيقاف تلقائي عن المشاركة ضد الأرجنتين في (الجولة الثالثة)  |
| تيموثي ويا         | حالة طرد مباشر                      | ضد بنما ضمن مباريات المجموعة الثالثة (الجولة الثانية)                                                               | إيقاف تلقائي عن المشاركة ضد الأوروغواي في (الجولة الثالثة) |
| أدالبرتو كاراسكيلا | حالة طرد مباشر                      | ضد الولايات المتحدة ضمن مباريات المجموعة الثالثة (الجولة الثانية)                                                   | إيقاف تلقائي عن المشاركة ضد بوليفيا في (الجولة الثالثة)    |
| مانفريد أوجالدي    | حالة إنذار أول حالة إنذار ثاني      | ضد البرازيل ضمن مباريات المجموعة الرابعة (الجولة الأولى) ضد كولومبيا ضمن مباريات المجموعة الرابعة (الجولة الثانية)  | إيقاف تلقائي عن المشاركة ضد باراغواي في (الجولة الثالثة)   |
| أندريس كوباس       | حالة طرد مباشر                      | ضد البرازيل ضمن مباريات المجموعة الرابعة (الجولة الثانية)                                                           | إيقاف تلقائي عن المشاركة ضد كوستاريكا في (الجولة الثالثة)  |
| غابرييل سوازو      | حالة إنذار أول حالة إنذار ثاني وطرد | ضد كندا ضمن مباريات المجموعة الأولى (الجولة الثالثة)                                                                | الإيقاف سيتم تنفيذه خارج البطولة                           |
| داروين ماتشيس      | حالة إنذار أول حالة إنذار ثاني      | ضد الإكوادور ضمن مباريات المجموعة الثانية (الجولة الأولى) ضد جامايكا ضمن مباريات المجموعة الثانية (الجولة الثالثة)  | إيقاف تلقائي عن المشاركة ضد كندا في ربع النهائي            |
| فينيسيوس جونيور    | حالة إنذار أول حالة إنذار ثاني      | ضد باراغواي ضمن مباريات المجموعة الرابعة (الجولة الأولى) ضد كولومبيا ضمن مباريات المجموعة الرابعة (الجولة الثالثة)  | إيقاف تلقائي عن المشاركة ضد الأوروغواي في ربع النهائي      |
| جيفرسون ليرما      | حالة إنذار أول حالة إنذار ثاني      | ضد باراغواي ضمن مباريات المجموعة الرابعة (الجولة الثانية) ضد البرازيل ضمن مباريات المجموعة الرابعة (الجولة الثالثة) | إيقاف تلقائي عن المشاركة ضد بنما في ربع النهائي            |
| ديريك كورنيليوس    | حالة إنذار أول حالة إنذار ثاني      | ضد الأرجنتين ضمن مباريات المجموعة الأولى (الجولة الأولى) ضد فنزويلا خلال مباراة دور ربع النهائي                     | إيقاف تلقائي عن المشاركة ضد الأرجنتين في نصف النهائي       |
| ناهيتان نانديز     | حالة طرد مباشر                      | ضد البرازيل خلال مباراة دور ربع النهائي                                                                             | إيقاف تلقائي عن المشاركة ضد كولومبيا في نصف النهائي        |
| دانيال مونيوث      | حالة إنذار أول حالة إنذار ثاني وطرد | ضد الأوروغواي في نصف النهائي                                                                                        | إيقاف تلقائي عن المشاركة ضد الأرجنتين في النهائي           |